# Arctodus simus
L'orso gigante dal muso corto (Arctodus simus, Cope 1879), noto anche come orso gigante americano oppure orso corridore, è una specie estinta di orso del genere Arctodus. Visse nell'America del Nord preistorica all'incirca tra gli 800 000 e i 12 500 anni fa.

## Sottofamiglia
Gli orsi dal muso corto appartenevano al gruppo di orsi noto come orsi tremarctini od orsi corridori, che ebbe origine nel Nuovo Mondo. Il membro più antico dei Tremarctinae fu Plionarctos, che visse in Texas durante il Pliocene (5-2 milioni di anni fa). Si pensa che questo genere fosse l'antenato di Arctodus, così come del moderno orso dagli occhiali (Tremarctos ornatus) e di altri orsi sudamericani estinti quali l'Arctotherium ed il Pararctotherium. Nonostante la storia più antica di Arctodus sia scarsamente conosciuta, si ritiene che si diffuse in Nordamerica a partire dal kansaniano (circa 800 000 anni fa).

## Fisiologia

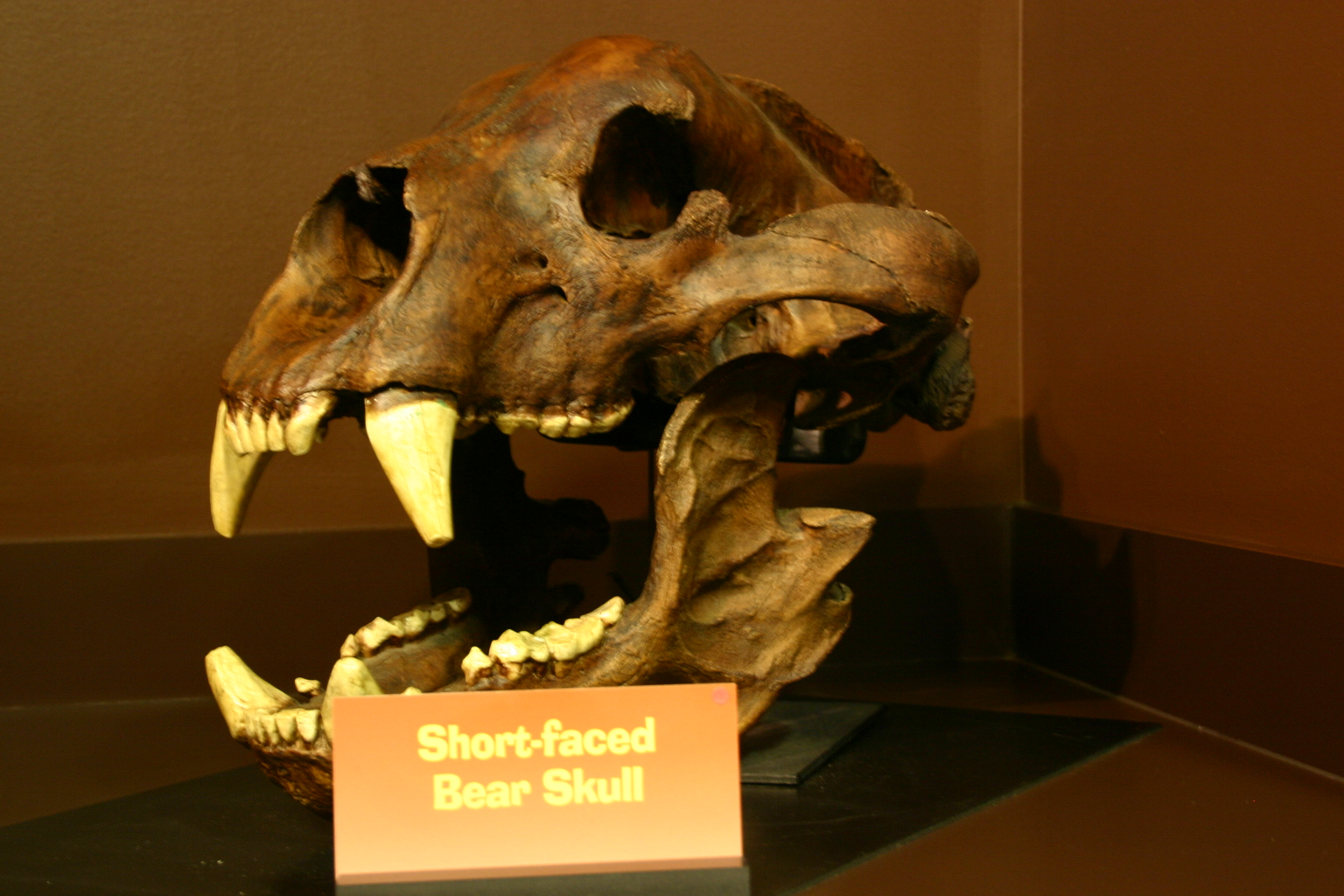
Cranio di Arctodus simus

Sulle quattro zampe Arctodus simus raggiungeva un'altezza al garrese di 1,8 m. Ritto in piedi, quest'animale superava i 3,5 m. È stato stimato che pesasse fino a 900 chilogrammi, più dell'orso grizzly e dell'orso polare dei giorni nostri. Gli esemplari più grandi sono stati trovati in Alaska e nello Yukon. I maschi erano più grossi delle femmine del 20%. In America del Nord fu il più grande predatore terrestre dell'era glaciale. Il cranio era insolito a causa della mancanza di una fronte ben definita e della presenza di un muso largo e corto, che ricorda più quello di Panthera che quello di ogni altro orso moderno. I muscoli che passavano attraverso l'osso zigomatico per dare potenza alla mascella inferiore erano estremamente sviluppati e si ritiene che fossero atti a frantumare le ossa allo scopo di estrarre il ricco midollo. La mascella inferiore di un Arctodus simus si può distinguere da quella dei membri del genere Ursus per una cresta obliqua che divideva le zone di legame dei muscoli.
Piuttosto che avere un'andatura trotterellante come le specie di orso moderne, Arctodus simus teneva le dita distese in avanti ed era presumibilmente in grado di muoverle con grande facilità. Inoltre, diversamente da Ursus, Arctodus simus aveva sulla porzione interna inferiore dell'omero un passaggio in cui correva un fascio di muscoli (forame entepicondilare). Le zampe anteriori avevano la stessa lunghezza di quelle posteriori e probabilmente poteva correre a 70 km/h.
Il muso di Arctodus era largo e molto corto ed il cranio aveva un'area olfattiva di dimensione doppia rispetto a quella dell'orso grizzly, la quale permetteva a quest'animale di identificare una carcassa da una distanza di 10 km. La posizione dell'osso mascellare era più arretrata che negli orsi moderni e questo consentiva ad Arctodus di rompere e mangiare facilmente ossa e midollo.
Finora ne sono state riconosciute due sottospecie; i grossi esemplari di Alaska, Yukon, Nebraska, California (Irvington) e, forse, dello Utah, sono noti come Arctodus simus yukonensis, mentre i più piccoli esemplari di Rancho La Brea appartengono ad Arctodus simus simus.
Questo animale si differenzia dal suo cugino e probabile antenato Arctodus pristinus per i denti più grandi, più larghi e muniti di più cuspidi, per il muso più corto e per gli arti relativamente più lunghi.
L'analisi delle ossa di Arctodus simus ha mostrato che soffriva occasionalmente di malattie come l'osteomielite, così come di infezioni simili alla tubercolosi ed alla sifilide.

## Areale
Arctodus simus era originario del Nordamerica, dove abitava nelle pianure centrosettentrionali, dall'Alaska e dal Canada fino al Messico, alla California ed alla Virginia. Era il più comune tra gli antichi orsi nordamericani ed era particolarmente abbondante in California.

## Biologia alimentare
L'analisi degli isotopi stabili nelle ossa di Arctodus simus ha mostrato alte concentrazioni di azoto-15, un isotopo dell'azoto accumulato dai divoratori di carne, con nessuna prova di ingestione di vegetali. Arctodus simus era prettamente carnivoro ed un adulto, per sopravvivere, doveva consumare giornalmente 16 kg di carne.
Una teoria sul comportamento predatorio di Arctodus simus lo ritiene un predatore brutale che dominava sui grossi mammiferi pleistocenici grazie alla sua grande forza fisica. Quest'ipotesi, però, viene ritenuta problematica, dal momento che Arctodus simus, sebbene fosse molto grosso, era di costituzione molto fragile. Per uccidere i membri della megafauna, Arctodus simus dovrebbe essere stato una creatura più robusta con una struttura ossea più possente. Altri esperti ritengono che Arctodus, grazie ai suoi lunghi arti, fosse stato in grado di inseguire gli erbivori pleistocenici più piccoli, come i cavalli della steppa e le antilopi saiga, un po' come fa il ghepardo.
Comunque, in questo caso, l'enorme massa fisica di quest'orso avrebbe costituito un limite. La struttura scheletrica di Arctodus simus non è articolata in maniera da permettere a quest'animale di cambiare direzione rapidamente, un'abilità richiesta ad ogni predatore che sopravvive uccidendo prede agili. Paul Matheus, professore dell'università dell'Alaska di Fairbanks, ha ipotizzato che Arctodus simus si muovesse all'ambio, in modo simile al cammello, andatura che avrebbe permesso a questo animale di essere un corridore resistente, piuttosto che veloce. Arctodus simus era male equipaggiato per essere un predatore attivo, caratteristica che ha portato certi scienziati a concludere che fosse un cleptoparassita che usava le sue enormi dimensioni per scacciare dalle prede uccise i predatori più piccoli, come il lupo terribile, lo Smilodon e il leone americano.
Sebbene Arctodus simus venga da alcuni ritenuto un divoratore di carogne, secondo Greg McDonald, un paleontologo del National Park Service, avrebbe potuto attaccare animali dai movimenti lenti, come Megatherium. La battaglia tra i due animali poteva andare a favore di entrambi, a seconda di quanto veniva sfruttato l'effetto sorpresa. Nonostante fosse un erbivoro, Megatherium potrebbe anche essere stato un divoratore di carcasse, il che ha permesso a certi esperti di ipotizzare che fosse stato un competitore di Arctodus.
Recentemente, il problema è stato sottoposto a riesame, ipotizzando tra l'altro che l'analisi degli isotopi presi solo da esemplari dell'Alaska fosse metodologicamente limitata, poiché in natura tutti gli orsi più vivono a nord più tendono a far affidamento sulle proteine animali per sopravvivere. Analizzando anche esemplari messicani, la dieta tipo parrebbe più varia e onnivora; gli orsi bruni ad esempio si cibano al 60% di vegetali e per il resto di pesce, miele, animali (carcasse, caccia, insetti, ecc.), mentre l'Arctodus si sarebbe cibato al 60% di proteine e al 40% di vegetali. Più che un orso carnivoro in senso stretto, potrebbe essere stato un orso normale, con una maggiore propensione per la caccia attiva.

## Estinzione
L'orso dal muso corto si estinse circa 12 000 anni fa, forse un po' a causa dell'estinzione delle sue prede e un po' a causa della competizione con i più piccoli ed erbivori orsi bruni, che raggiunsero il Nordamerica dall'Eurasia. Questa estinzione coincise con l'introduzione in Nordamerica da parte dell'uomo della tecnologia Clovis e di altre tecniche di caccia più evolute che avrebbero contribuito all'estinzione di questo animale, sia direttamente che attraverso la diminuzione di altri grossi mammiferi da cui dipendeva per l'alimentazione.